# 하나야정
하나야정(花矢町) 아키타현 기타아키타군에 설치되었던 정이다. 현재의 오다테시 북동부, 오우 본선 시라사와역·진바역 및 하나오카광산 주변에 해당한다. 1967년 12월 21일에 기타아키타 군 하나야정을 편입하여 자치체는 소멸하였다.

## 교통

### 철도
- 일본국유철도 오우 본선

### 도로
- 국도 7호
- 일반 현도 오다테하나야 선